# Harry Hestad
Harry Asbjørn Hestad (ur. 7 listopada 1944 w Molde) – norweski piłkarz występujący na pozycji napastnika. Trener piłkarski.

## Kariera klubowa
Hestad karierę rozpoczynał w 1961 roku w drugoligowym Molde FK. W sezonie 1961/1962 spadł z nim do trzeciej ligi. W 1970 roku przeszedł do holenderskiego ADO Den Haag. W sezonie 1970/1971 zajął z nim 3. miejsce w Eredivisie. W sezonie 1971/1972, w którym ADO występowało pod nazwą FC Den Haag, Hestad uplasował się z nim na 5. pozycji. Dotarł też wówczas do finału Pucharu Holandii. W 1972 roku wrócił do Molde, grającego już w drugiej lidze. W sezonie 1973 awansował z nim do pierwszej ligi, a w sezonie 1974 wywalczył wicemistrzostwo Norwegii. Z kolei w sezonie 1978 spadł do drugiej ligi. W 1979 roku zakończył karierę.

## Kariera reprezentacyjna
W reprezentacji Norwegii Hestad zadebiutował 8 maja 1969 w przegranym 0:2 towarzyskim meczu z Meksykiem. 13 listopada 1969 w wygranym 3:1 towarzyskim pojedynku z Gwatemalą strzelił dwa gole, które był jednocześnie jego pierwszymi w kadrze. W latach 1969-1976 w drużynie narodowej rozegrał 31 spotkań i zdobył 5 bramek.